# Крісті Міллер
Крісті Міллер (англ. Kristi Miller; нар. 22 грудня 1985) — колишня американська тенісистка.
Найвищу одиночну позицію світового рейтингу — 645 місце досягла 25 травня, 2009, парну — 291 місце — 24 липня, 2006 року.
Здобула 3 парні титули.
Найвищим досягненням на турнірах Великого шолома було 2 коло в парному розряді.

## Фінали ITF

### Одиночний розряд: 2 (0–2)
| Результат | Ранг | Дата          | Турнір                                 | Покриття | Суперниця   | Рахунок          |
| --------- | ---- | ------------- | -------------------------------------- | -------- | ----------- | ---------------- |
| Поразка   | 1.   | 24 липня 2005 | ITF Евансвілл, США                     | Тверде   | Сара Тейлор | 6–7(8) 1–6       |
| Поразка   | 2.   | 5 жовтня 2008 | ITF Les Franqueses del Vallès, Іспанія | Тверде   | Юстіна Озга | 6–4, 3–6, 6–7(3) |

### Парний розряд: 4 (3–1)
| Результат | Ранг | Дата            | Турнір                 | Покриття | Партнерка            | Суперниці                        | Рахунок                |
| --------- | ---- | --------------- | ---------------------- | -------- | -------------------- | -------------------------------- | ---------------------- |
| Поразка   | 1.   | 19 липня 2005   | ITF Евансвілл, США     | Тверде   | Christian Tara       | Вінне Пракуся Романа Теджакусума | 0–6, 1–6               |
| Перемога  | 1.   | 14 липня 2008   | ITF Атланта, США       | Тверде   | Саназ Маранд         | Вітні Джонс Тія Ролл             | 6–2, 6–4               |
| Перемога  | 2.   | 14 вересня 2008 | ITF Льєйда, Іспанія    | Ґрунт    | Aleksandra Josifoska | Natasha Khan Лусія Сайнс         | 6–4, 7–5               |
| Перемога  | 3.   | 6 жовтня 2008   | ITF Барселона, Іспанія | Ґрунт    | Лусія Сайнс          | Саманта Шеффель Бібіана Схофс    | 6–7(5), 7–6(6), [10–7] |